# Soma Szuhodovszki
Soma Szuhodovszki (ur. 30 grudnia 1999 w Budapeszcie) – węgierski piłkarz występujący na pozycji lewego, prawego, środkowego lub ofensywnego pomocnika w węgierskim klubie Kecskeméti TE. Były, młodzieżowy reprezentant Węgier.